# Лібурн (футбольний клуб)
«Лібурн» (фр. FC Libourne) — французький футбольний клуб з однойменного міста, заснований 1935 року. Приймає своїх суперників на «Стад Жан Антуан Муе», що вміщує 8,500 глядачів.

## Історія
Клуб був заснований в 1935 році під назвою ФК «Лібурн» (фр. Football Club Libourne) і тривалий час грав у нижчих регіональних лігах. У 1965 році був побудований стадіон клубу, названий на честь президента клубу Жана Антуана Муе, що 40 років очолював клуб з 1939 по 1979 рік. А вже 1966 року «Лібурн» перетворився на спортивний клуб, відповідно змінивши назву на Association Sportive Libournaise.
У сезоні 1979/80 новим президентом стає Ален Донне і того ж сезону команда вперше вийшла до другого дивізіону і грала там протягом чотирьох років. Після вильоту результати команди погіршувались і у 1997 році клуб опустився до Аматорського чемпіонату 2, п'ятого дивізіону країни. Через рік клуб об'єднався із «Сен-Сереном» (фр. Association sportive saint-seurinoise) і таким чином отримав назву «Лібурн-Сен-Серен» (фр. FC Libourne-Saint-Seurin). 
У своєму першому сезоні 1999/00 клуб втратив шанс потрапити безпосередньо в Національний чемпіонат, третій дивізіон країни, завершивши Аматорський чемпіонат на 5 місці в групі С. В сезоні 2002/03 клуб таки підвищився у класі, а 2006 року повернувся і до Ліги 2, де грав до 2008 року. 
У 2009 році, після адміністративного пониження у класі до Аматорського чемпіонату і втрати професіонального статусу, клуб повернувся до своєї старої назви (Football Club Libourne), а «Сен-Серен» зник. Втім і це не допомогло команді, яка у 2010 році знову була адміністративно понижена, цього разу до п'ятого дивізіону, а 2011 року вилетіла в регіональні ліги.

## Відомі гравці
- Матьє Вальбуена
- Гаррі Бокалі
- Матьє Шальме
- Лоран Піонньє
- Ромен Сален
- Камель Шафні
- Франк Грандель
- Шарль Каборе
- Клаудіу Кешеру